# Długa (województwo warmińsko-mazurskie)
Długa (niem. Langendorf) – wieś w Polsce położona w województwie warmińsko-mazurskim, w powiecie bartoszyckim, w gminie Sępopol. W latach 1975–1998 miejscowość administracyjnie należała do województwa olsztyńskiego.

## Historia
Wieś powstała w XIV, liczyła 70 włók i należała do miasta Sępopol. W 1935 r. w tutejszej szkole pracowało dwóch nauczycieli i uczyło się 84 uczniów. W 1939 r. mieszkało tu 618 osób.
Po 1945 r. organizatorką szkoły i pierwszą kierowniczką była Janina Sienkiewicz. W 1960 część wsi przyłączono do Sępopola. W 1983 r. we wsi było 40 budynków i 216 mieszkańców. W tym czasie było tu 47 indywidualnych gospodarstw rolnych, obejmujących łącznie obszar 379 ha i hodujących 270 sztuk bydła (w tym 141 krów), 391 świń, 23 konie i jedną owce, We wsi działał punkt biblioteczny a ulice miały elektryczne oświetlenie.